# بورا باتشون
بورا باتشون (بالتركية: Bora Hun Paçun)‏ مواليد 27 مايو 1987 في إزمير، هو لاعب كرة سلة تركي. بدأ مسيرته الاحترافية في سنة 2005. يلعب في الدوري التركي لكرة السلة كلاعب وسط. يبلغ طوله 6 قدم 10.75 بوصة (2.1 م).

## المسيرة الاحترافية
لعب مع إيفيس من سنة 2006 إلى 2008، ثم لعب مع نادي داروشافاكا لكرة السلة في موسم 2009–2010، ثم لعب مع بانفيت لكرة السلة في الدوري التركي في موسم 2010–2011، ثم لعب مع نادي كارشياكا لكرة السلة في موسم 2012–2013، ثم لعب مع ألياغا بتكيم في موسم 2013–2014.

## روابط خارجية
- بورا باتشون على موقع الاتحاد الدولي لكرة السلة (الإنجليزية)
- بورا باتشون على موقع الدوري الأوروبي لكرة السلة (الإنجليزية)
- بورا باتشون على موقع كرة السلة الأوروبية.كوم (الإنجليزية)
- بورا باتشون على موقع ريلجم (الإنجليزية)
- بورا باتشون على موقع بروبوليرز (الإنجليزية)
- بورا باتشون على موقع سبورتس رفرنس (الإنجليزية)